# Pioneer 2
La Pioneer 2 (també anomenada Thor-Able 3 o Pioneer II) fou la tercera nau espacial del programa Pioneer, llançada el 8 de novembre de 1958 amb la missió d'estudiar l'espai interplanetari entre la Lluna i la Terra. Poc després del seu llançament, la tercera etapa del coet llançador se separà correctament però no aconseguí encendre's, de forma que la Pioneer 2 no pogué assolir la prevista òrbita lunar. En lloc d'això entrà en una trajectòria balística que la dugué a una distància de la Terra de només 1.550 km, abans de reentrar a l'atmosfera i destruir-se. Durant el breu vol la sonda obtingué proves que la radiació és més intensa i energètica a la regió equatorial de la Terra.

## Disseny de la sonda
La Pioneer II era gairebé idèntica a la Pioneer 1. Consistia en un curt cilindre completat per una secció cònica a cada extrem. El cilindre tenia un diàmetre de 74 cm i la llargada entre els extrems del cons era de 76 cm. A la part posterior del con inferior tenia un petit coet de propel·lent sòlid d'11 kg. A l'extrem del con superior disposava de vuit petits impulsors per a correccions de velocitat i una antena dipolar. La massa total era de 39,5 kg.
L'instrumental científic consistia en un sistema de televisió, un comptador proporcional i una cambra d'ionització per a mesurar els nivells de radiació, un conjunt diafragma-micròfon per a detectar micrometeorits, un magnetòmetre amb sensibilitat de 5 microgauss i diverses resistències variables d'ús intern. La font d'alimentació elèctrica eren unes bateries de níquel-cadmi per a la ignició dels coets, unes bateries de plata per al sistema de televisió i unes bateries de mercuri per a la resta de circuits.